# Конрат (Кировский район)
Конра́т (укр. Конрат, крымскотат. Qoñrat, Къонърат) — исчезнувшее село в Кировском районе Республики Крым, располагавшееся на севере района, в степной части Крыма, примерно в 2 км к юго-западу от современного села Шубино.

## История
Идентифицировать Конрат среди, зачастую сильно искажённых, названий деревень Кефинскаго каймаканства в Камеральном Описании Крыма 1784 года пока не удалось. После присоединения Крыма к России (8) 19 апреля 1783 года, (8) 19 февраля 1784 года, именным указом Екатерины II сенату, на территории бывшего Крымского Ханства была образована Таврическая область и деревня была приписана к Левкопольскому, а после ликвидации в 1787 году Левкопольского — к Феодосийскому уезду Таврической области. После Павловских реформ, с 1796 по 1802 год, входила в Акмечетский уезд Новороссийской губернии. По новому административному делению, после создания 8 (20) октября 1802 года Таврической губернии, Конрат был включён в состав Парпачской волости Феодосийского уезда.
По Ведомости о числе селений, названиях оных, в них дворов… состоящих в Феодосийском уезде от 14 октября 1805 года, в деревне Конрат числилось 17 дворов и 88 жителей. На военно-топографической карте генерал-майора Мухина 1817 года деревня Конрат обозначена также с 17 дворами. После реформы волостного деления 1829 года Конрат, согласно «Ведомости о казённых волостях Таврической губернии 1829 года», передали в состав Учкуйской волости (переименованной из Байрачской). Затем, видимо, вследствие эмиграции крымских татар в Турцию, деревня опустела и уже на карте 1842 года Конрат не обозначен. В дальнейшем в доступных источниках не встречается